# آرملیا مک‌کوئین
آرملیا مک‌کوئین (به انگلیسی: Armelia McQueen) (زاده ۶ ژانویهٔ ۱۹۵۲) بازیگر آمریکایی بود.
از فیلم‌های معروف او می‌توان به بازی در روح و اکش جکسون اشاره کرد.